# Porth (cratera)
A cratera Porth é uma cratera no quadrângulo de Amenthes em Marte. Seu nome vem da cidade de Porth, Rhondda Cynon Taff, no sul do País de Gales, Reino Unido. Essa cratera se localiza a 21.4° latitude norte, 255.9° longitude oeste e seu diâmetro é de 9.3 km.